# Best Of – Volume I
| 평가 점수                     | 평가 점수                                            |
| 출처                          | 점수                                                 |
| ----------------------------- | ---------------------------------------------------- |
| AllMusic                      | [(영어) https://www.allmusic.com/album/r241401 link] |
| Q                             | link                                                 |
| Christgau's Consumer Guide    | [ 1 ]                                                |
| The Rolling Stone Album Guide | link                                                 |

《Best Of – Volume I》은 미국의 하드 록 밴드 반 헤일런의 첫 번째 컴필레이션 음반으로, 1996년 10월 22일에 발매되었다.

## 배경
이 음반에는 1982년 음반 《Diver Down》의 수록곡이 포함되어 있지 않다. 《Best Of – Volume I》에는 영화 《트위스터》의 사운드트랙에 수록된 밴드의 곡 〈Humans Being〉이 포함되어 있다. 음반의 마지막에는 오리지널 보컬리스트 데이비드 리 로스와 함께 새로 녹음한 두 곡 〈Can't Get This Stuff No More〉와 〈Me Wise Magic〉이 수록되어 있으며, 이 두 곡은 컴필레이션 음반 홍보를 위해 싱글로 발매되었다. 이 곡들은 에디 반 헤일런, 알렉스 반 헤일런, 로스, 마이클 앤서니로 구성된 반 헤일런 오리지널 라인업이 녹음하고 발표한 마지막 곡이기도 하다. 이후 2000년, 이 오리지널 라인업이 녹음한 몇몇 데모 곡들은 반 헤일런 형제와 에디의 아들 볼프강 반 헤일런, 그리고 로스에 의해 다시 녹음되어 2012년 발매된 음반 《A Different Kind of Truth》에 수록되었다. 마이클 앤서니는 밴드의 2004년 투어 이후 반 헤일런과 다시 함께 활동하지 않았으며, 이후 그의 자리는 에디의 아들 볼프강이 대신하게 되었다.
초기 발매분에는 〈Runnin' with the Devil〉의 편집된 버전이 수록되어 있었는데, 이는 원곡과는 달리 절, 후렴, 기타 솔로의 순서가 다르게 배열된 버전이었다. 이는 실수로 발생한 것으로 알려졌으며, 이후 발매된 판본들에서는 원래의 음반 《Van Halen》에 수록된 버전으로 교체되었다. 이 편집본은 1999년 영화 《락 시티》의 사운드트랙에도 사용되었으며, 2025년 현재까지도 이 사운드트랙의 스트리밍 플랫폼에서는 해당 편집본이 그대로 사용되고 있다.
이 음반은 당시 밴드를 둘러싼 멤버 문제로 인해 밴드 내에서 큰 논란을 일으켰다. 이 시점에서 새미 헤이거는 반 헤일런의 일원으로 11년간 활동하고 있었으며, 이는 이전 보컬리스트 데이비드 리 로스가 몸담았던 기간과 동일했다. 1996년 초 영화 《트위스터》의 사운드트랙 작업을 진행하던 중, 헤이거는 반 헤일런 형제들과의 갈등이 심화되었고, 그 결과 〈Humans Being〉이라는 곡이 완성되었으며(이 곡은 이후 《Best Of – Volume I》에 수록되었다), 〈Between Us Two〉라는 미완성 곡이 남게 되었다.
〈Between Us Two〉를 완성해 베스트 음반에 수록하자는 제안을 받았을 때, 헤이거는 강한 반감을 드러냈다. 그는 새로운 곡들로 구성된 스튜디오 음반 대신 컴필레이션 음반을 제작하는 것에 반대하며 "저희는 베스트 음반을 내는 식의 밴드는 아닙니다. 저희는 훌륭한 음반들을 만들어 왔고, 전 세계에서 공연을 매진시켜 왔습니다. 과거에 의존할 필요는 없습니다... 저희는 지난 11년 동안 과거를 묻고, 음악을 새롭게 만들며 확장하고 성장하기 위해 노력해 왔습니다."라고 밝혔다. 결국 그는 1996년 6월에 밴드를 탈퇴하였고, 반 헤일런 형제는 로스와 함께 새 곡 작업에 들어가 컴필레이션 음반에 수록할 곡들을 준비했다. 하지만 이는 오래가지 못했으며, 로스와 에디 반 헤일런이 공개적으로 충돌하면서 밴드는 다시 보컬리스트 없이 공백 상태에 놓이게 되었다. 이후 게리 셰론이 새 리드 보컬로 합류하게 된다. 《Best Of – Volume I》에 수록된 〈Humans Being〉, 〈Can't Get This Stuff No More〉, 〈Me Wise Magic〉을 제외한 모든 곡들은 2004년 발매된 이후의 베스트 음반 《The Best of Both Worlds》에도 수록되었다.
앞서 언급한 갈등에도 불구하고, 이 음반은 1996년 《메탈 에지》 잡지 독자들이 선정한 베스트 또는 컴필레이션 음반 상을 수상했다. 이 상은 두 보컬리스트인 헤이거와 로스가 함께 수상한 것이다.

## 곡 목록
| #   | 제목                             | 작사·작곡                                                         | 오리지널 음반                              | 재생 시간 |
| --- | -------------------------------- | ----------------------------------------------------------------- | ------------------------------------------ | --------- |
| 1.  | 〈Eruption〉 (기악)              | 마이클 앤서니, 데이비드 리 로스, 알렉스 반 헤일런, 에디 반 헤일런 | 《Van Halen》 (1978년)                     | 1:42      |
| 2.  | 〈Ain't Talkin' 'bout Love〉     | 앤서니, 로스, A. 반 헤일런, E. 반 헤일런                          | 《Van Halen》                              | 3:47      |
| 3.  | 〈Runnin' with the Devil〉       | 앤서니, 로스, A. 반 헤일런, E. 반 헤일런                          | 《Van Halen》                              | 3:32      |
| 4.  | 〈Dance the Night Away〉         | 앤서니, 로스, A. 반 헤일런, E. 반 헤일런                          | 《Van Halen II》 (1979년)                  | 3:04      |
| 5.  | 〈And the Cradle Will Rock...〉  | 앤서니, 로스, A. 반 헤일런, E. 반 헤일런                          | 《Women and Children First》 (1980년)      | 3:31      |
| 6.  | 〈Unchained〉                    | 앤서니, 로스, A. 반 헤일런, E. 반 헤일런                          | 《Fair Warning》 (1981년)                  | 3:27      |
| 7.  | 〈Jump〉                         | 앤서니, 로스, A. 반 헤일런, E. 반 헤일런                          | 《1984》 (1984년)                          | 4:04      |
| 8.  | 〈Panama〉                       | 앤서니, 로스, A. 반 헤일런, E. 반 헤일런                          | 《1984》                                   | 3:31      |
| 9.  | 〈Why Can't This Be Love〉       | 앤서니, 새미 헤이거, A. 반 헤일런, E. 반 헤일런                   | 《5150》 (1986년)                          | 3:45      |
| 10. | 〈Dreams〉                       | 앤서니, 헤이거, A. 반 헤일런, E. 반 헤일런                        | 《5150》                                   | 4:54      |
| 11. | 〈When It's Love〉               | 앤서니, 헤이거, A. 반 헤일런, E. 반 헤일런                        | 《OU812》 (1988년)                         | 5:36      |
| 12. | 〈Poundcake〉                    | 앤서니, 헤이거, A. 반 헤일런, E. 반 헤일런                        | 《For Unlawful Carnal Knowledge》 (1993년) | 5:22      |
| 13. | 〈Right Now〉                    | 앤서니, 헤이거, A. 반 헤일런, E. 반 헤일런                        | 《For Unlawful Carnal Knowledge》          | 5:21      |
| 14. | 〈Can't Stop Lovin' You〉        | 앤서니, 헤이거, A. 반 헤일런, E. 반 헤일런                        | 《Balance》 (1995년)                       | 4:08      |
| 15. | 〈Humans Being〉                 | 앤서니, 헤이거, A. 반 헤일런, E. 반 헤일런                        | 《트위스터》 사운드트랙 (1996년)           | 5:14      |
| 16. | 〈Can't Get This Stuff No More〉 | 앤서니, 로스, A. 반 헤일런, E. 반 헤일런                          | 신곡 (1996년)                              | 5:16      |
| 17. | 〈Me Wise Magic〉                | 앤서니, 로스, A. 반 헤일런, E. 반 헤일런                          | 신곡                                       | 6:09      |

## 인증
| 국가                                                                                         | 인증        | 판매량/출하량 |
| -------------------------------------------------------------------------------------------- | ----------- | ------------- |
| 아르헨티나 (CAPIF)                                                                           | 골드        | 30,000^       |
| 오스트레일리아 (ARIA)                                                                        | 플래티넘    | 70,000^       |
| 브라질 (Pro-Música Brasil)                                                                   | 골드        | 100,000*      |
| 캐나다 (뮤직 캐나다)                                                                         | 2× 플래티넘 | 200,000^      |
| 핀란드 (Musiikkituottajat)                                                                   | 골드        | 22,015        |
| 독일 (BVMI)                                                                                  | 골드        | 250,000^      |
| 일본 (RIAJ)                                                                                  | 2× 플래티넘 | 400,000^      |
| 뉴질랜드 (RMNZ)                                                                              | 골드        | 7,500^        |
| 영국 (BPI)                                                                                   | 골드        | 100,000       |
| 미국 (RIAA)                                                                                  | 3× 플래티넘 | 3,000,000^    |
| *판매량을 기반으로 한 인증 · ^출하량을 기반으로 한 인증 · 판매량+스트리밍을 기반으로 한 인증 |             |               |